# Ле-Тюї-Сіме
Ле-Тюї́-Сіме́ (фр. Le Thuit-Simer) — колишній муніципалітет у Франції, у регіоні Нормандія, департамент Ер. Населення — 430 осіб (2011).
Муніципалітет був розташований на відстані близько 115 км на північний захід від Парижа, 25 км на південний захід від Руана, 33 км на північний захід від Евре.

## Історія
До 2015 року муніципалітет перебував у складі регіону Верхня Нормандія. Від 1 січня 2016 року належав до нового об'єднаного регіону Нормандія.
1 січня 2016 року Ле-Тюї-Сіме, Ле-Тюїт-Анже i Ле-Тюї-Сіньоль було об'єднано в новий муніципалітет Ле-Тюї-де-л'Уазон.

## Демографія
Динаміка населення (INSEE ):
Розподіл населення за віком та статтю (2006):
| Стать | Всього | До 15 років | 15-24 | 25-44 | 45-64 | 65-85 | Понад 85 |
| --- | ------ | ----------- | ----- | ----- | ----- | ----- | -------- |
| Чоловіки | 183    | 36          | 20    | 48    | 75    | 4     | 0        |
| Жінки | 199    | 48          | 16    | 60    | 67    | 8     | 0        |
| \| Статево-вікова піраміда \| Статево-вікова піраміда \| Статево-вікова піраміда \| \| ----------------------- \| ----------------------- \| ----------------------- \| \| Чоловіки \| Вік \| Жінки \| \| 0 \| 85 + \| 0 \| \| 0 \| 80-84 \| 0 \| \| 0 \| 75-79 \| 4 \| \| 4 \| 70-74 \| 0 \| \| 0 \| 65-69 \| 4 \| \| 12 \| 60-64 \| 12 \| \| 24 \| 55-59 \| 31 \| \| 12 \| 50-54 \| 12 \| \| 27 \| 45-49 \| 12 \| \| 24 \| 40-44 \| 20 \| \| 8 \| 35-39 \| 20 \| \| 8 \| 30-34 \| 20 \| \| 8 \| 25-29 \| 0 \| \| 0 \| 20-24 \| 4 \| \| 20 \| 15-20 \| 12 \| \| 24 \| 10-14 \| 12 \| \| 4 \| 5-9 \| 16 \| \| 8 \| 0-4 \| 20 \| |        |             |       |       |       |       |          |
| Статево-вікова піраміда |        |             |       |       |       |       |          |
| Чоловіки | Вік    | Жінки       |       |       |       |       |          |
| 0 | 85 +   | 0           |       |       |       |       |          |
| 0 | 80-84  | 0           |       |       |       |       |          |
| 0 | 75-79  | 4           |       |       |       |       |          |
| 4 | 70-74  | 0           |       |       |       |       |          |
| 0 | 65-69  | 4           |       |       |       |       |          |
| 12 | 60-64  | 12          |       |       |       |       |          |
| 24 | 55-59  | 31          |       |       |       |       |          |
| 12 | 50-54  | 12          |       |       |       |       |          |
| 27 | 45-49  | 12          |       |       |       |       |          |
| 24 | 40-44  | 20          |       |       |       |       |          |
| 8 | 35-39  | 20          |       |       |       |       |          |
| 8 | 30-34  | 20          |       |       |       |       |          |
| 8 | 25-29  | 0           |       |       |       |       |          |
| 0 | 20-24  | 4           |       |       |       |       |          |
| 20 | 15-20  | 12          |       |       |       |       |          |
| 24 | 10-14  | 12          |       |       |       |       |          |
| 4 | 5-9    | 16          |       |       |       |       |          |
| 8 | 0-4    | 20          |       |       |       |       |          |

## Економіка
2010 року серед 282 осіб працездатного віку (15—64 років) 212 були активними, 70 — неактивними (показник активності 75,2%, у 1999 році було 77,3%). З 212 активних мешканців працювало 200 осіб (106 чоловіків та 94 жінки), безробітними було 12 (4 чоловіки та 8 жінок). Серед 70 неактивних 23 особи були учнями чи студентами, 31 — пенсіонерами, 16 були неактивними з інших причин.

У 2010 році в муніципалітеті числилось 152 оподатковані домогосподарства, у яких проживали 438,5 особи, медіана доходів виносила 22 769 євро на одного особоспоживача